# Мандоцци, Орфео
Орфео Мандоцци (итал. Orfeo Mandozzi; род. 9 июля 1968, Локарно) — швейцарский виолончелист.
Родился в семье музыкантов. С 12-летнего возраста учился у Дона Яффе и Пауля Сабо, затем в Парижской консерватории (в том числе у Мориса Жандрона), Миланской консерватории и Джульярдской школе, где среди его учителей были Феликс Галимир и Харви Шапиро, Роберт Манн (камерный ансамбль) и Милтон Бэббит (композиция). С 1991 г. жил и работал в Вене, где, помимо прочего, изучал дирижирование под руководством Карла Эстеррайхера. С 1993 г. солист венского Тонкюнстлероркестра, выступал также в различных венских камерных составах. С 1999 г. преподавал в Венской музыкальной академии, затем в Цюрихской консерватории и в Вюрцбургской высшей школе музыки.
Записал альбом камерных произведений Йозефа Райнбергера (с сестрой Мелиной Мандоцци, скрипка, и органистом Ханфридом Луке) и концерты Георга Гольтермана и Вильгельма Йераля.
Активный участник википроекта International Music Score Library Project.